# Musanganya
Musanganya är ett vattendrag i Burundi.   Det ligger i provinsen Gitega, i den centrala delen av landet, 50 km öster om huvudstaden Bujumbura.
Omgivningarna runt Musanganya är en mosaik av jordbruksmark och naturlig växtlighet. Runt Musanganya är det tätbefolkat, med 319 invånare per kvadratkilometer.